# 李成 (水浒传人物)
李成是中國小說《水浒传》中人物，北京大名府留守梁中书的都监，也是大名府主要将领之一，渾號李天王。

## 经历
李成曾与闻达、索超、杨志一起在大名府梁中书手下做官，后来宋江为救卢俊义三打大名府，为抵抗宋江立下汗马功劳，城破后同闻达一起护送梁中书出逃。

## 历史原型
根据《三朝北盟会编》记载，北宋末年有个名叫李成的流寇，和马进、商元等当时的强人，占据淮西、淮南数州，往来劫掠，打家劫舍，聚众三十余万人。最终投奔由金国扶持刘豫建立的伪齐政权。